# قائمة قرارات مجلس الأمن التابع للأمم المتحدة من 901 إلى 1000
هذه قائمة قرارات مجلس أمن الأمم المتحدة رقم 901 إلى 1000 المعتمدة في الفترة بين 4 مارس 1994 و23 يونيو 1995.

## القائمة
| القرارات | التاريخ        | التصويت                                                                  | الاهتمامات |
| -------- | -------------- | ------------------------------------------------------------------------ | --- |
| 901      | 4 مارس 1994    | 15-0-0                                                                   | تمديد ولاية بعثة مراقبي الأمم المتحدة في جورجيا                                                                        |
| 902      | 11 مارس 1994   | 15-0-0                                                                   | تدابير بناء الثقة المتعلقة بفاروشا، ومطار نيقوسيا الدولي، قبرص                                                         |
| 903      | 16 مارس 1994   | 15-0-0                                                                   | تمدد ودعم ولاية بعثة الأمم المتحدة للتحقق في أنغولا الثانية                                                            |
| 904      | 18 مارس 1994   | تم اعتماده بدون تصويت                                                    | الإجراءات التي تضمن سلامة وحماية فلسطين المدنيين في الأراضي التي تحتلها إسرائيل في أعقاب مذبحة كهف البطريرك            |
| 905      | 23 مارس 1994   | 15-0-0                                                                   | تمديد ولاية بعثة الأمم المتحدة في هايتي                                                                                |
| 906      | 25 مارس 1994   | 15-0-0                                                                   | تمديد ولاية بعثة مراقبي الأمم المتحدة في جورجيا، التسوية السياسية في النزاع الجورجي الأبخازي                           |
| 907      | 29 مارس 1994   | 15-0-0                                                                   | استفتاء حول تقرير المصير لشعب الصحراء الغربية                                                                          |
| 908      | 31 مارس 1994   | 15-0-0                                                                   | تمديد ولاية وزيادة عدد العاملين في قوة الأمم المتحدة للحماية                                                           |
| 909      | 5 أبريل 1994   | 15-0-0                                                                   | تمدد ولاية بعثة الأمم المتحدة لتقديم المساعدة إلى رواندا، تنفيذ اتفاقات أروشا (رواندا)                                 |
| 910      | 14 أبريل 1994  | 15-0-0                                                                   | استثناء فريق استطلاع للأمم المتحدة من العقوبات ليبيا                                                                   |
| 911      | 21 أبريل 1994  | 15-0-0                                                                   | تمدد ولاية بعثة مراقبي الأمم المتحدة في ليبيريا، وتنفيذ اتفاقات السلام                                                 |
| 912      | 21 أبريل 1994  | 15-0-0                                                                   | تمديد ولاية بعثة الأمم المتحدة لتقديم المساعدة إلى رواندا بسبب الوضع وتسوية النزاع                                     |
| 913      | 22 أبريل 1994  | 15-0-0                                                                   | الوضع في البوسنة والهرسك و المنطقة الآمنة غوراد، تسوية النزاع                                                          |
| 914      | 27 أبريل 1994  | 15-0-0                                                                   | زيادة إضافية في عدد العاملين في قوة الأمم المتحدة للحماية                                                              |
| 915      | 4 مايو 1994    | 15-0-0                                                                   | تشكيل مجموعة الأمم المتحدة لمراقبة قطاع أوزو في قطاع أوزو                                                              |
| 916      | 5 مايو 1994    | 15-0-0                                                                   | تمدد ولاية عملية الأمم المتحدة في موزامبيق، تنفيذ اتفاقات روما العامة للسلام                                           |
| 917      | 6 مايو 1994    | 15-0-0                                                                   | توسع العقوبات ضد هايتي حتى عودة الرئيس جان برتراند أريستيد                                                             |
| 918      | 17 مايو 1994   | تم اعتماده بدون تصويت                                                    | توسيع ولاية بعثة الأمم المتحدة لمساعدة رواندا، فرض حظر توريد الأسلحة على رواندا                                        |
| 919      | 25 مايو 1994   | 15-0-0                                                                   | إنهاء حظر الأسلحة وقيود أخرى ضد جنوب أفريقيا                                                                           |
| 920      | 26 مايو 1994   | 15-0-0                                                                   | تمدد ولاية بعثة مراقبي الأمم المتحدة في السلفادور، تنفيذ اتفاقات السلام                                                |
| 921      | 26 مايو 1994   | 15-0-0                                                                   | تمدد ولاية قوة الأمم المتحدة لمراقبة فض الاشتباك                                                                       |
| 922      | 31 مايو 1994   | 15-0-0                                                                   | تمدد ولاية بعثة الأمم المتحدة للتحقق في أنغولا الثانية، تسوية سلمية                                                    |
| 923      | 31 مايو 1994   | 15-0-0                                                                   | تمدد ولاية عملية الأمم المتحدة الثانية في الصومال، المصالحة الوطنية                                                    |
| 924      | 1 يونيو 1994   | 15-0-0                                                                   | مطالبات وقف إطلاق النار في الحرب الأهلية اليمنية، إيفاد بعثة لتقصي الحقائق                                             |
| 925      | 8 يونيو 1994   | 15-0-0                                                                   | تمدد ولاية بعثة الأمم المتحدة لمساعدة رواندا، ونشر كتائب إضافية                                                        |
| 926      | 13 يونيو 1994  | 15-0-0                                                                   | إنهاء مهمة مجموعة الأمم المتحدة لمراقبة قطاع أوزو                                                                      |
| 927      | 15 يونيو 1994  | 15-0-0                                                                   | تمدد ولاية قوة الأمم المتحدة لحفظ السلام في قبرص، وتنفيذ تدابير بناء الثقة                                             |
| 928      | 20 يونيو 1994  | 15-0-0                                                                   | تمديد ولاية بعثة مراقبي الأمم المتحدة في أوغندا - رواندا                                                               |
| 929      | 22 يونيو 1994  | 10–0–5 (امتناع عن التصويت: البرازيل، الصين، نيوزيلندا، نيجيريا، باكستان) | إنشاء عملية مؤقتة متعددة الجنسيات لأغراض إنسانية في رواندا                                                             |
| 930      | 27 يونيو 1994  | 15-0-0                                                                   | انهاء بعثة الأمم المتحدة للمراقبة في جنوب أفريقيا، يزيل جنوب أفريقيا من جدول الأعمال المضبوط                           |
| 931      | 29 يونيو 1994  | 15-0-0                                                                   | وقف إطلاق النار في الحرب الأهلية اليمنية                                                                               |
| 932      | 30 يونيو 1994  | 15-0-0                                                                   | تمدد ولاية بعثة الأمم المتحدة للتحقق في أنغولا الثانية                                                                 |
| 933      | 30 يونيو 1994  | 15-0-0                                                                   | تمديد ولاية بعثة الأمم المتحدة في هايتي                                                                                |
| 934      | 30 يونيو 1994  | 15-0-0                                                                   | تمديد ولاية بعثة مراقبي الأمم المتحدة في جورجيا                                                                        |
| 935      | 1 يوليو 1994   | 15-0-0                                                                   | مطالبة الأمين العام إنشاء لجنة للتحقيق في الإبادة الجماعية في رواندا                                                   |
| 936      | 8 يوليو 1994   | 15-0-0                                                                   | تعيين ريتشارد غولدستون المدعي العام في المحكمة الجنائية الدولية ليوغوسلافيا السابقة                                    |
| 937      | 21 يوليو 1994  | 14–0–0 (غياب: رواندا)                                                    | توسيع وتوسيع ولاية بعثة مراقبي الأمم المتحدة في جورجيا والتعاون مع قوة حفظ السلام كومنولث الدول المستقلة               |
| 938      | 28 يوليو 1994  | 14–0–0 (غياب: رواندا)                                                    | تمدد ولاية قوة الأمم المتحدة المؤقتة في لبنان                                                                          |
| 939      | 29 يوليو 1994  | 14–0–0 (غياب: رواندا)                                                    | تسوية نزاع قبرصي، تدابير بناء الثقة                                                                                    |
| 940      | 31 يوليو 1994  | 12–0–2 (ممتنعون: البرازيل، الصين؛ غائبة: رواندا)                         | منح القوة المتعددة الجنسيات لاستعادة الشرعية رئيس هايتي جان برتران أريستيد وإقالة المجلس العسكري                       |
| 941      | 23 سبتمبر 1994 | 15-0-0                                                                   | انتهاكات القانون الدولي الإنساني في بانيا لوكا، بييلجينا وغيرها من مناطق البوسنة والهرسك                               |
| 942      | 23 سبتمبر 1994 | 14–0–1 (الممتنعون: الصين)                                                | تُعزز التدابير المتعلقة المناطق الآمنة في البوسنة والهرسك الخاضعة لسيطرة قوات صرب البوسنة                               |
| 943      | 23 سبتمبر 1994 | 11-2-2 (ضد: جيبوتي، باكستان؛ امتناع عن التصويت: نيجيريا، رواندا)         | إغلاق الحدود بين جمهورية يوغوسلافيا الاتحادية (صربيا والجبل الأسود و البوسنة والهرسك، باستثناء المساعدات الإنسانية     |
| 944      | 29 سبتمبر 1994 | 13–0–2 (ممتنعون عن التصويت: البرازيل، روسيا)                             | إنهاء التدابير في القرارات 841 (1993)، 873 (1993) و917 (1994) بشأن هايتي لدى عودة الرئيس                               |
| 945      | 29 سبتمبر 1994 | 15-0-0                                                                   | تمدد ولاية بعثة الأمم المتحدة للتحقق في أنغولا الثانية، وتنفيذ اتفاقات السلام                                          |
| 946      | 30 سبتمبر 1994 | 14–0–1 (ممتنع: الولايات المتحدة)                                         | تمديد ولاية عملية الأمم المتحدة في الصومال 2                                                                           |
| 947      | 30 سبتمبر 1994 | 15-0-0                                                                   | تمدد ولاية قوة الأمم المتحدة للحماية، وتنفيذ خطة السلام لـ كرواتيا وقرارات مجلس الأمن                                  |
| 948      | 15 أكتوبر 1994 | 14–0–1 (امتناع: البرازيل)                                                | استعادة الديمقراطية في هايتي، عودة الرئيس، رفع العقوبات                                                                |
| 949      | 15 أكتوبر 1994 | 15-0-0                                                                   | مطالبة العراق بسحب قواتها من الحدود مع الكويت                                                                          |
| 950      | 21 أكتوبر 1994 | 15-0-0                                                                   | تمدد ولاية بعثة مراقبي الأمم المتحدة في ليبيريا، عملية السلام                                                          |
| 951      | 21 أكتوبر 1994 | تم اعتماده بدون تصويت                                                    | الشغور والانتخاب في محكمة العدل الدولية                                                                                |
| 952      | 27 أكتوبر 1994 | 15-0-0                                                                   | تمدد ولاية الأمم المتحدة بعثة التحقق في أنغولا الثانية، تنفيذ وقف إطلاق النار                                          |
| 953      | 31 أكتوبر 1994 | 15-0-0                                                                   | تمديد ولاية عملية الأمم المتحدة في الصومال 2                                                                           |
| 954      | 4 نوفمبر 1994  | 15-0-0                                                                   | تمدد ولاية عملية الأمم المتحدة الثانية في الصومال لوقت نهائي، انسحاب الأفراد                                           |
| 955      | 8 نوفمبر 1994  | 13–1–1 (ضد: رواندا؛ الممتنعون: الصين)                                    | إنشاء المحكمة الجنائية الدولية لرواندا                                                                                 |
| 956      | 10 نوفمبر 1994 | 15-0-0                                                                   | إنهاء وضع بالاو الإقليم المشمول بالوصاية                                                                               |
| 957      | 15 نوفمبر 1994 | 15-0-0                                                                   | تمدد ولاية عملية الأمم المتحدة في موزامبيق حتى تولي الحكومة الجديدة السلطة                                             |
| 958      | 20 نوفمبر 1994 | 15-0-0                                                                   | السماح باستخدام الضربات الجوية في كرواتيا بالإضافة إلى البوسنة والهرسك                                                 |
| 959      | 20 نوفمبر 1994 | 15-0-0                                                                   | الجهود التي تبذلها قوة الأمم المتحدة للحماية لضمان تنفيذ قرارات مجلس الأمن في المناطق الآمنة في البوسنة والهرسك        |
| 960      | 21 نوفمبر 1994 | 15-0-0                                                                   | نتائج الانتخابات في موزامبيق                                                                                           |
| 961      | 23 نوفمبر 1994 | 15-0-0                                                                   | تمدد ولاية بعثة مراقبي الأمم المتحدة في السلفادور للوقت النهائي، وتنفيذ اتفاقات السلام                                 |
| 962      | 29 نوفمبر 1994 | 15-0-0                                                                   | تمدد ولاية قوة الأمم المتحدة لمراقبة فض الاشتباك                                                                       |
| 963      | 29 نوفمبر 1994 | 15-0-0                                                                   | قبول بالاو في الأمم المتحدة                                                                                            |
| 964      | 29 نوفمبر 1994 | 13–0–2 (ممتنعون عن التصويت: البرازيل، روسيا)                             | تعزيز فريق متقدم من بعثة الأمم المتحدة في هايتي                                                                        |
| 965      | 30 نوفمبر 1994 | 15-0-0                                                                   | تمدد وتوسع ولاية بعثة الأمم المتحدة لتقديم المساعدة إلى رواندا                                                         |
| 966      | 8 ديسمبر 1994  | 15-0-0                                                                   | تمدد ولاية بعثة الأمم المتحدة للتحقق في أنغولا الثانية، ورصد وقف إطلاق النار                                           |
| 967      | 14 ديسمبر 1994 | 15-0-0                                                                   | تصاريح تصدير الدفتيريا مصلح من جمهورية يوغوسلافيا الاتحادية (صربيا والجبل الأسود لمدة 30 يومًا)                         |
| 968      | 16 ديسمبر 1994 | 15-0-0                                                                   | إنشاء بعثة مراقبي الأمم المتحدة في طاجيكستان، المصالحة الوطنية بعد الحرب الأهلية                                       |
| 969      | 21 ديسمبر 1994 | 15-0-0                                                                   | تمدد ولاية قوة الأمم المتحدة لحفظ السلام في قبرص، وتنفيذ تدابير بناء الثقة                                             |
| 970      | 12 يناير 1995  | 14–0–1 (امتناع: روسيا)                                                   | إغلاق الحدود بين جمهورية يوغوسلافيا الاتحادية (صربيا والجبل الأسود والبوسنة والهرسك، باستثناء المساعدات الإنسانية      |
| 971      | 12 يناير 1995  | 15-0-0                                                                   | تمديد ولاية بعثة مراقبي الأمم المتحدة في جورجيا                                                                        |
| 972      | 13 يناير 1995  | 15-0-0                                                                   | تمدد ولاية بعثة مراقبي الأمم المتحدة في ليبيريا، عملية السلام                                                          |
| 973      | 13 يناير 1995  | 15-0-0                                                                   | الاستفتاء في الصحراء الغربية يمدد ولاية بعثة الأمم المتحدة للاستفتاء في الصحراء الغربية                                |
| 974      | 30 يناير 1995  | 15-0-0                                                                   | تمدد ولاية قوة الأمم المتحدة المؤقتة في لبنان                                                                          |
| 975      | 30 يناير 1995  | 14–0–1 (الممتنعون: الصين)                                                | تمدد ولاية بعثة الأمم المتحدة في هايتي، نقل المسؤولية عن القوة المتعددة الجنسيات                                       |
| 976      | 8 فبراير 1995  | 15-0-0                                                                   | تشكيل بعثة الأمم المتحدة للتحقق في أنغولا الثالثة                                                                      |
| 977      | 22 فبراير 1995 | 15-0-0                                                                   | تسمية أروشا مقرًا للمحكمة الجنائية الدولية لرواندا                                                                      |
| 978      | 27 فبراير 1995 | 15-0-0                                                                   | توقيف واحتجاز مسؤول عن أعمال تدخل في اختصاص المحكمة الجنائية الدولية لرواندا                                           |
| 979      | 9 مارس 1995    | اعتمد دون تصويت                                                          | الشغور والانتخاب في محكمة العدل الدولية                                                                                |
| 980      | 22 مارس 1995   | تم اعتماده بدون تصويت                                                    | الشواغر والانتخاب في محكمة العدل الدولية                                                                               |
| 981      | 31 مارس 1995   | 15-0-0                                                                   | إنشاء عملية الأمم المتحدة لاستعادة الثقة في كرواتيا                                                                    |
| 982      | 31 مارس 1995   | 15-0-0                                                                   | تمدد ولاية قوة حماية الأمم المتحدة، العمليات في كرواتيا                                                                |
| 983      | 31 مارس 1995   | 15-0-0                                                                   | إنشاء قوة الأمم المتحدة للانتشار الوقائي في جمهورية مقدونيا                                                            |
| 984      | 11 أبريل 1995  | 15-0-0                                                                   | ضمانات أمنية ضد استخدام الأسلحة النووية للدول غير الحائزة للأسلحة النووية الأطراف في معاهدة عدم انتشار الأسلحة النووية |
| 985      | 13 أبريل 1995  | 15-0-0                                                                   | تمدد ولاية بعثة مراقبي الأمم المتحدة في ليبريا، تنشئ لجنة حظر توريد الأسلحة ضد ليبيريا                                 |
| 986      | 14 أبريل 1995  | 15-0-0                                                                   | الأذن بالاستيراد المؤقت للـ البترول والمنتجات ذات الصلة إلى العراق لأسباب إنسانية، والنص على برنامج النفط مقابل الغذاء |
| 987      | 19 أبريل 1995  | 15-0-0                                                                   | أمن وسلامة قوة الأمم المتحدة للحماية                                                                                   |
| 988      | 21 أبريل 1995  | 13–0–2 (ممتنعون: الصين، روسيا)                                           | تمدد تعليق جزئي لبعض العقوبات ضد يوغوسلافيا                                                                            |
| 989      | 24 أبريل 1995  | 15-0-0                                                                   | قائمة المرشحين للمرشحين للقضاة في المحكمة الجنائية الدولية لرواندا                                                     |
| 990      | 28 أبريل 1995  | 15-0-0                                                                   | الأذن بنشر عملية الأمم المتحدة لاستعادة الثقة في كرواتيا                                                               |
| 991      | 28 أبريل 1995  | 15-0-0                                                                   | إنهاء بعثة مراقبي الأمم المتحدة في السلفادور                                                                           |
| 992      | 11 مايو 1995   | 15-0-0                                                                   | حرية الملاحة في نهر الدانوب                                                                                            |
| 993      | 12 مايو 1995   | 15-0-0                                                                   | تمديد ولاية بعثة مراقبي الأمم المتحدة في جورجيا، التسوية السياسية للنزاع بين أبخازيا، جورجيا                           |
| 994      | 17 مايو 1995   | 15-0-0                                                                   | انسحاب الجيش الكرواتي من منطقة الفصل، النشر الكامل لعملية الأمم المتحدة لاستعادة الثقة في كرواتيا                      |
| 995      | 26 مايو 1995   | 15-0-0                                                                   | تمدد ولاية بعثة الأمم المتحدة للاستفتاء في الصحراء الغربية، وإرسال بعثة مجلس الأمن إلى المنطقة، خطة التسوية            |
| 996      | 30 مايو 1995   | 15-0-0                                                                   | تمدد ولاية قوة الأمم المتحدة لمراقبة فض الاشتباك                                                                       |
| 997      | 9 يونيو 1995   | 15-0-0                                                                   | توسيع وتعديل بعثة الأمم المتحدة لتقديم المساعدة إلى رواندا، عملية المصالحة وإعادة التأهيل                              |
| 998      | 16 يونيو 1995  | 13–0–2 (ممتنعون: الصين، روسيا)                                           | إنشاء قوة الرد السريع داخل قوة حماية الأمم المتحدة                                                                     |
| 999      | 16 يونيو 1995  | 15-0-0                                                                   | تمدد ولاية بعثة مراقبي الأمم المتحدة في طاجيكستان، المصالحة الوطنية                                                    |
| 1000     | 23 يونيو 1995  | 15-0-0                                                                   | تمدد ولاية قوة الأمم المتحدة لحفظ السلام في قبرص، تدابير بناء الثقة                                                    |